# Линтер
Линтер (на нидерландски: Linter) е селище в Централна Белгия, окръг Льовен на провинция Фламандски Брабант. Намира се на 24 km източно от град Льовен. Населението му е около 7040 души (2006).